# Longview (Texas)
Longview ist eine Stadt im Nordosten des US-Bundesstaates Texas.
In Longview befindet sich der Sitz der Countyverwaltung (County Seat) des Gregg Countys, das zusammen mit den Countys Harrison und Upshur die Longview-Marshall-Gilmer Metropolitan Statistical Area im Osten des Staates Texas bildet.

## Geographie
Longview liegt zwischen den Städten Dallas im Westen (125 Meilen) und Shreveport in Louisiana im Osten (60 Meilen), auf einer Höhe von 124 m ü. NN, die durchschnittlichen Temperaturen liegen im Sommer bei rund 34 °C, im Winter bei etwa 1,5 °C. Der durchschnittliche jährliche Niederschlag beträgt rund 1180 mm.

## Wirtschaft und Infrastruktur
Die Stadt ist kulturelles und wirtschaftliches Zentrum der Region und verfügt mit zwei Krankenhäusern, drei Universitäten und Colleges, einem Regionalflughafen und zwei Museen über eine überregional bedeutende Infrastruktur. In der näheren Umgebung liegen mehrere State Parks, die in vielfacher Weise der Naherholung dienen.

## Söhne und Töchter der Stadt
- Eddie Hill (* 1936), ehemaliger  Rennfahrer, Konstrukteur und Teambesitzer
- Bob Cashell (1938–2020), Politiker
- Thurman Green (1940–1997), Jazz-Posaunist, Arrangeur und Komponist
- Craig Anthony Washington (* 1941), Politiker, Mitglied im US-Repräsentantenhaus
- Karen Silkwood (1946–1974), Gewerkschafts-Aktivistin
- Sam Hunt (* 1951), American-Football-Spieler
- John Lee Hancock (* 1956), Drehbuchautor, Filmregisseur und Produzent
- Gary Willis (* 1957), E-Bassist, Komponist, Transkripteur und Basslehrer
- Forest Whitaker (* 1961), Schauspieler, Filmproduzent und Regisseur
- Rodney Carrington (* 1968), Stand-up-Komiker und Comedy-Sänger
- Evonne Hsu (* 1979), Sängerin
- Miranda Lambert (* 1983), Country-Sängerin und Grammy-Preisträgerin
- Tiffany Jackson-Jones (1985–2022), professionelle Basketballspielerin
- José Francisco Torres (* 1987), Fußballspieler
- Chris Ivory (* 1988), American-Football-Spieler der NFL
- Trent Williams (* 1988), American-Football-Spieler
- JaMycal Hasty (* 1996), American-Football-Spieler
- Madison Hu (* 2002), Schauspielerin
- Montana Jordan (* 2003), Schauspieler